# Spartakiada Narodów ZSRR
Spartakiada Narodów ZSRR – masowe zawody sportowe w Związku Socjalistycznych Republik Radzieckich organizowane w latach 1956–1991.
Spartakiady były organizowane w dwóch rodzajach:
- letnie (igrzyska narodów ZSRR): z reguły organizowane w roku przed-olimpijskim,
- zimowe (dni sportów narodów sowieckich): organizowane na dwa lata przed olimpijskiadą zimową.

## Letnie Spartakiady Narodów ZSRR
- I Letnia Spartakiada Narodów ZSRR, finał w Moskwie: sierpień 1956
- II Letnia Spartakiada Narodów ZSRR, finał w Moskwie: sierpień 1959
- III Letnia Spartakiada Narodów ZSRR, finał w Moskwie: sierpień 1963
- IV Letnia Spartakiada Narodów ZSRR, finał w Moskwie: lipiec-sierpień 1967
- V Letnia Spartakiada Narodów ZSRR, finał: lipiec 1971
- VI Letnia Spartakiada Narodów ZSRR, finał: marzec-lipiec 1975
- VII Letnia Spartakiada Narodów ZSRR, finał: w 1979
- VIII Letnia Spartakiada Narodów ZSRR, finał: maj-sierpień 1983
- IX Letnia Spartakiada Narodów ZSRR, finał: czerwiec-wrzesień 1986
- X Letnia Spartakiada Narodów ZSRR, finał: marzec-wrzesień 1991

## Zimowe Spartakiady Narodów ZSRR
Były organizowane raz na cztery lata od 1962 do 1990 (z wyjątkiem 1970)
- I Zimowa Spartakiada Narodów ZSRR, finał w Swierdłowsku: marzec 1962
- II Zimowa Spartakiada Narodów ZSRR, finał w Swierdłowsku, Gorki, Terskol, Kijowie: marzec 1966
- III Zimowa Spartakiada Narodów ZSRR, finał w Swierdłowsku: marzec 1974
- IV Zimowa Spartakiada Narodów ZSRR, finał w Swierdłowsku: marzec 1978
- V Zimowa Spartakiada Narodów ZSRR, finał w Krasnojarsku: 4-16 marca 1982
- VI Zimowa Spartakiada Narodów ZSRR, finał w Swierdłowsku: 24 lutego - 11 marca 1986
- VII Zimowa Spartakiada Narodów ZSRR, finał w Kijowie: 1990